# Sivert Mannsverk
Sivert Heggheim Mannsverk (* 8. května 2002 Øvre Årdal) je norský profesionální fotbalista, který hraje na pozici defensivního či středního záložníka za český klub Sparta Praha. Je také bývalým norským mládežnickým reprezentantem.

## Klubová kariéra

### Sogndal
Mannsverk začal hrát fotbal v místním klubu IL Jotun a následně se přes mládež Årdalstangenu dostal do akademie norského druholigového klubu Sogndal IL.
V únoru 2019 podepsal svůj první kontrakt. Norský mládežnický reprezentant si odbyl svůj debut v dresu Sogndalu 7. dubna 2019 ve věku šestnácti let, kdy odehrál první poločas utkání druhého kola druhé norské ligy proti Ull/Kisa. V průběhu roku 2019 se stal stabilním členem základní sestavy Sogndalu, odehrál 18 soutěžních utkání s bilancí 1 branky a 1 asistence.
V roce 2020 se Mannsverk stal kapitánem Sogndalu ve věku osmnácti let a jako klíčový hráč dovedl klub ke konečné třetí příčce v druhé lize, ke které přispěl 4 brankami a 4 asistencemi ve 29 soutěžních zápasech. Ve finále baráže o postup do nejvyšší soutěže Sogndal nestačil na Mjøndalen IF.
O své místo v základní sestavě a o kapitánskou pásku nepřišel ani během jarní části sezony 2021, kdy odehrál 7 utkání a vstřelil 1 branku. V létě 2021 byl spojován s přestupem do anglického Evertonu či do norského Molde.

### Molde
V srpnu 2021 přestoupil Mannsverk do klubu norského vicemistra Molde FK. 5. srpna 2021 si odbyl svůj debut v pohárové Evropě, když nastoupil v základní sestavě Molde ve třetím předkole Konferenční ligy proti Trabzonsporu. V dresu Molde se ihned stal stabilním členem základní sestavy, během podzimu odehrál 19 soutěžních utkání.
Dne 1. května 2022 rozhodl jediným gólem finálové utkání norského poháru proti FK Bodø/Glimt a získal svou první trofej v kariéře. V létě 2022 pomohl Mannserk třemi brankami v předkolech Konferenční ligy k postupu Molde přes švédský Elfsborg, maďarskou Kisvárdu a rakouský Wolfsberger až do základní skupiny třetí nejprestižnější evropské soutěže. V základní skupině nastoupil do všech šesti utkání v základní sestavě. O své místo v základní sestavě Molde nepřišel ani ve zbytku sezony 2022, odehrál 44 soutěžních utkání a 5 brankami přispěl k zisku ligové trofeje. Za své výkony byl odměněn ziskem ocenění Eliteserien Breakthrough Player of the Year 2022.
V roce 2023 patřil Mannsverk ke klíčovým hráčům Molde, odehrál 24 utkání s bilanci 3 branek a 1 asistence. V létě 2023 nastoupil do všech šesti utkání v předkolech Ligy mistrů, kdy Molde postoupilo přes Helsinky a Klaksvík až do čtvrtého předkola, kde norský celek nestačil na turecký Galatasaray. Klub opustil v létě 2023 po třech sezonách, v nichž nastoupil do 87 utkání, vstřelil 8 branek a přidal 2 asistence.

### Ajax
Dne 1. září 2023 přestoupil Mannsverk do nizozemského Ajaxu za částku okolo 6 milionů euro a podepsal smlouvu do roku 2028.  Svůj debut v klubu si odbyl 17. září 2023, kdy nastoupil do ligového utkání proti Twente. Ve zbytku podzimní části sezony nenastoupil do žádného dalšího soutěžního utkání vinou zranění kotníku. Na hřiště se vrátil až 22. února 2024, kdy nastoupil do prodloužení utkání šestnáctifinále Konferenční ligy proti FK Bodø/Glimt a asistencí na branku Kennetha Taylora pomohl k výhře 2:1 a k postupu do osmifinále soutěže. Dne 14. března nastoupil do odvetného utkání osmifinále proti Aston Ville a v 66. minutě byl po obdržení druhé žluté karty vyloučen, Ajax utkání prohrál 4:0 a ze soutěže vypadl. Ve zbytku jarní části sezony se stal Mannsverk stabilním členem základní sestavy Ajaxu, odehrál dohromady 16 utkání.
Na začátku sezony 2024/25 si udržel místo v základní sestavě nizozemského celku a odehrál první dvě kola Eredivisie, následně si však obnovil zranění kotníku a podzimní část sezony pro něj skončila.

#### Cardiff City (hostování)
V lednu 2025 odešel Mannsverk na půlroční hostování do velšského klubu Cardiff City FC, který hrál anglickou EFL Championship. Svůj debut si odbyl 1. února, kdy nastoupil na závěrečných dvacet minut utkání proti Leedsu United. Ve zbytku sezony patřil ke stabilním členům základní sestavy Cardiffu, odehrál 15 soutěžních utkání a připsal si 1 asistenci.

## Reprezentační kariéra
Mannsverk je bývalým norským mládežnickým reprezentantem, v kategoriích od U16 do U21 odehrál dohromady 27 utkání a vstřelil 4 branky.
V létě 2023 byl nominován na závěrečný turnaj Mistrovství Evropy do 21 let, nastoupil do prvního utkání ve skupině proti Švýcarsku.

## Ocenění

### Klubové

#### Molde
- Eliteserien: 2022
- Norský fotbalový pohár: 2021/22

### Individuální
- Eliteserien Breakthrough Player of the Year: 2022